# Philodicus
Philodicus is een vliegengeslacht uit de familie van de roofvliegen (Asilidae).

## Soorten
- P. albispina (Thomson, 1869)
- P. alcimoides Blasdale, 1957
- P. canescens (Walker, 1855)
- P. ceylanicus Schiner, 1868
- P. cinerascens (Ricardo, 1900)
- P. chinensis Schiner, 1868
- P. danielsi Joseph & Parui, 1990
- P. doris (Curran, 1927)
- P. dubius Ricardo, 1921
- P. externetestaceus (Macquart, 1849)
- P. femoralis Ricardo, 1921
- P. flavipes Blasdale, 1957
- P. fraterculus (Walker, 1855)
- P. fraternus (Wiedemann, 1819)
- P. furunculus Blasdale, 1957
- P. fuscipes Ricardo, 1921
- P. fuscus (Macquart, 1838)
- P. gracilis Wulp, 1899
- P. grandissimus Ricardo, 1921
- P. hospes (Wiedemann, 1819)
- P. indicus Joseph & Parui, 1991
- P. integer (Macquart, 1846)
- P. jagannathi Rao, 1969
- P. javanus (Wiedemann, 1819)
- P. londti Joseph & Parui, 1991
- P. ludens (Wiedemann, 1828)
- P. meridionalis Ricardo, 1921
- P. nathi Joseph & Parui, 1970

- P. nigrescens Ricardo, 1921
- P. nursei Joseph & Parui, 1990
- P. ocellatus Becker, 1923
- P. ochraceus Becker, 1925
- P. palustris Blasdale, 1957
- P. pallidipennis Ricardo, 1921
- P. pallidus Blasdale, 1957
- P. pavesii Bezzi, 1892
- P. ponticus (Bigot, 1880)
- P. propinquus Bromley, 1938
- P. pruthii Bromley, 1935
- P. raoi Joseph & Parui, 1990
- P. robustus Blasdale, 1957
- P. rufiventris Bigot, 1891
- P. sharmai Joseph & Parui, 1992
- P. spectabilis Loew, 1871
- P. swynnertoni Hobby, 1933
- P. temerarius (Walker, 1851)
- P. tenuipes Loew, 1858
- P. thoracinus Ricardo, 1921
- P. univentris (Walker, 1851)
- P. yirolensis Blasdale, 1957